# Angels & Gentlemen
Angels & Gentlemen — en español: Ángeles y caballeros — es el primer Mixtape del cantante australiano Cody Simpson. Fue lanzado el 28 de abril de 2012 por Atlantic Records, Warner Records y Gold Coast Entertainment Finest. El mixtape incluye «Re-Imaginations» y «covers» de Calvin Harris, Chris Brown, Rihanna, Drake, The Weeknd y Jack Johnson.

## Antecedentes y Lanzamiento
El 15 de noviembre de 2011 Simpson lanzó un video musical de «Evenings in London» ("Marvin's Room" Reimagined), y el 16 de diciembre de 2011 se dio a conocer un video musical de «What You Want» (The Weeknd Reimagined), otro video musical fue lanzado el 20 de abril de 2012 para «I Feel So Close To You».
el Mixtape se puede descargar gratis en la página web de Simpson.

## Lista de canciones
| N.º | Título                                      | Productor(es) | Duración |  |
| 1.  | «Angels (Intro)»                            |               | 0:44     |  |
| 2.  | «Feel So Close (Calvin Harris Remix)»       | J Gramm       | 4:10     |  |
| 3.  | «Beautiful People (Chris Brown Cover)»      |               | 5:10     |  |
| 4.  | «You Da One (Rihanna Re-Imagination)»       | J Gramm       | 3:18     |  |
| 5.  | «Interlude»                                 |               | 0:36     |  |
| 6.  | «Evenings In London (Drake Re-Imagination)» |               | 4:12     |  |
| 7.  | «What You Want (The Weeknd Re-Imagination)» |               | 3:25     |  |
| 8.  | «Better Together (Jack Johnson Cover)»      |               | 3:23     |  |
| 9.  | «Gentlemen (Outro)»                         |               | 1:10     |  |